# Fornells

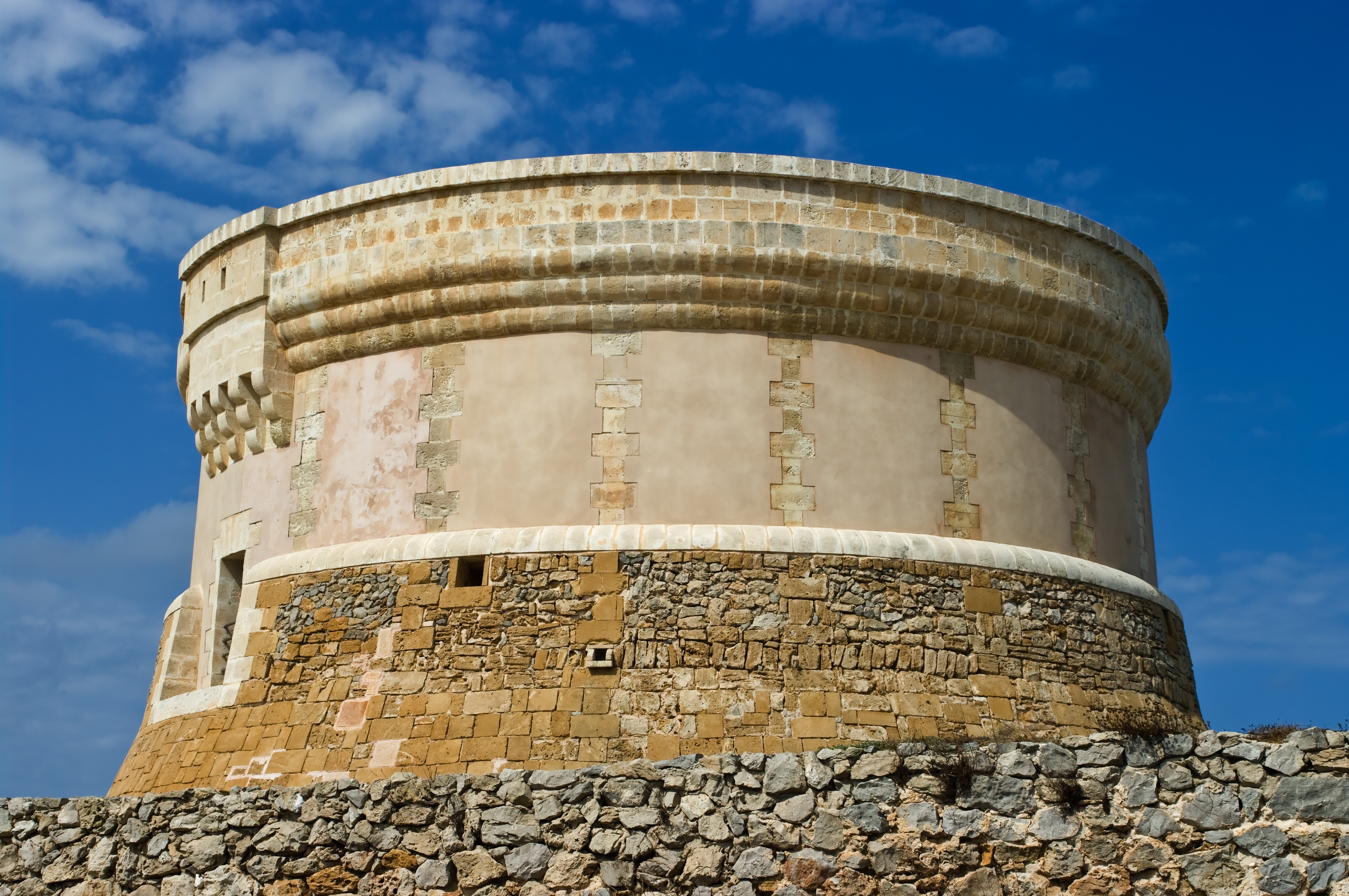
Martellotoren

Fornells is een dorp op het Spaanse eiland Menorca in de gemeente Es Mercadal. Er wonen ongeveer 1000 mensen.
De plaats ligt aan de baai van Fornells waar langoesten (Palinuridae) voorkomen. De martellotoren uit de 17e eeuw is een museum.